# 1,4-Ciklohexadién
| 1,4-Ciklohexadién |                                                       |
| Balról jobbra: vonalváz minden szén és hidrogén jelölésével, ugyanez jelölések nélkül, ugyanez térben és hidrogén jelölésével. |                                                       |
| \| \| \| |                                                       |
| Szabályos név | Ciklohexa-1,4-dién                                    |
| Más nevek | 1,4-ciklohexadién[forrás?] 1,4-dihidrobenzol[forrás?] |
| Kémiai azonosítók |                                                       |
| Rövidítés | 1,4-CHDN                                              |
| CAS-szám | 628-41-1                                              |
| PubChem | 12343                                                 |
| ChemSpider | 11838                                                 |
| EINECS-szám | 211-043-1                                             |
| MeSH | 1,4-cyclohexadiene                                    |
| ChEBI | 37611                                                 |
| SMILES | C1C=CCC=C1                                            |
| InChI | 1/C6H8/c1-2-4-6-5-3-1/h1-2,5-6H,3-4H2                 |
| InChIKey | UVJHQYIOXKWHFD-UHFFFAOYSA-N                           |
| Beilstein | 1900733                                               |
| Gmelin | 1656                                                  |
| UNII | 0F8Z5909QZ                                            |
| UN-szám | 3295                                                  |
| Kémiai és fizikai tulajdonságok                                                                                                |                                                       |
| Kémiai képlet | C6H8                                                  |
| Moláris tömeg | 80,13 g/mol                                           |
| Megjelenés | színtelen folyadék                                    |
| Sűrűség | 847 mg cm−3                                           |
| Olvadáspont | -50 °C                                                |
| Forráspont | 81,85 °C                                              |
| Törésmutató (nD) | 1,472                                                 |
| Termokémia |                                                       |
| Std. képződési entalpia ΔfHo298                                                                                                | 63,0–69,2 kJ mol-1                                    |
| Égés standard- entalpiája ΔcHo298                                                                                              | (−3573,5)–(−3567,5) kJ mol−1                          |
| Standard moláris entrópia So298                                                                                                | 189,37 J K-1 mol−1                                    |
| Hőkapacitás, C | 142,2 J K-1 mol−1                                     |
| Veszélyek |                                                       |
| EU osztályozás | F T                                                   |
| NFPA 704 | 3 2 0                                                 |
| R mondatok | R45 R46 R11 R48/20/21/22                              |
| S mondatok | S53 S45                                               |
| Lobbanáspont | −7 °C                                                 |
| Ha másként nem jelöljük, az adatok az anyag standardállapotára (100 kPa) és 25 °C-os hőmérsékletre vonatkoznak.                |                                                       |
| |                                                       |

Az 1,4-ciklohexadién a cikloalkének közé tartozó rendkívül gyúlékony, színtelen folyadék.
Az 1,4-ciklohexadién és rokonszármazékai előállíthatók benzolból folyékony ammóniában végzett lítiumos vagy nátriumos redukcióval (Birch-redukció). Az 1,4-ciklohexadién azonban könnyen benzollá oxidálódik, aminek hajtóereje az aromás gyűrű képződése. Az aromás rendszerré történő átalakítás laboratóriumban elvégezhető alkén, például sztirol felhasználásával, hidrogénátvivő anyag, például aktív szénre felvitt palládiumfém jelenlétében.
A γ-terpinén a természetben előforduló 1,4-ciklohexadién-származék, mely megtalálható a koriander, a citrom és a rómaikömény illóolajában.

## Fordítás
Ez a szócikk részben vagy egészben  a(z)   1,4-Cyclohexadiene című angol Wikipédia-szócikk ezen változatának fordításán alapul.  Az eredeti cikk szerkesztőit annak laptörténete sorolja fel. Ez a jelzés csupán a megfogalmazás eredetét és a szerzői jogokat jelzi, nem szolgál a cikkben szereplő információk forrásmegjelöléseként.